# Joaquín López-Dóriga
Joaquín López-Dóriga Velandia (Madrid, 7 de febrero de 1947) es un conductor de noticieros y periodista español naturalizado mexicano. Fue el titular de El noticiero, de Televisa. El programa informativo fue transmitido entre el 2000 y 2016. Desde 1998 está casado con Teresa Adriana Pérez Romo y tiene tres hijos: Joaquín, Adriana y María José López-Dóriga.

## Trayectoria
A la edad de 20 años empezó a trabajar como periodista para El Heraldo de México en 1968 y 2 años más tarde se unió al noticiero 24 horas, de Jacobo Zabludovsky, en donde se desempeñó como jefe de información. En 1969 hizo estudios en la carrera de Derecho de la Universidad Anáhuac, aunque nunca concluyó dicha licenciatura.
En 1977 se unió a la revista Siempre! y al año siguiente fue nombrado director general de Noticieros y Eventos Especiales de Canal 13 la televisora estatal mexicana y de Imevisión. Fundó en 1981 la revista Respuesta y el programa de radio Respuestas. Entre 1988 y 2003, colaboró con el periódico El Heraldo de México. De 1998 a 1999, fue director general y conductor del programa periodístico de investigación Chapultepec 18.
Ha sido corresponsal de guerra en Vietnam, en el Medio Oriente y en Bangladés. Cubrió el golpe de Estado contra el presidente Salvador Allende en 1973 en Chile, a manos del general Augusto Pinochet y la muerte del dictador español Francisco Franco, así como la de los papas Pablo VI y Juan Pablo I, además de los procesos electorales de los papas Juan Pablo I, Juan Pablo II, Francisco y León XIV.
A lo largo de su carrera ha entrevistado a personajes de la talla de Yasser Arafat, Ronald Reagan, James Carter, Fidel Castro, Salvador Allende, Julius Nyerere, Octavio Paz, Pablo Neruda, Carlos Fuentes, José Saramago, Indira Gandhi, Alberto Fujimori, Hillary Clinton, los presidentes mexicanos Luis Echeverría, José López Portillo, Miguel de la Madrid, Carlos Salinas, Ernesto Zedillo, Vicente Fox, Felipe Calderón, Enrique Peña Nieto y Andrés Manuel López Obrador. 
Fue conductor en Multivisión.
Desde el 3 de mayo de 1994, conduce el noticiero radiofónico López-Dóriga, transmitido por Radio Fórmula.
Del 3 de abril de 2000 al 19 de agosto de 2016 fue conductor del noticiero nocturno de El Canal de las Estrellas, propiedad de Televisa, también transmitido por Galavisión, canal operado por Univision Communications en Estados Unidos, titulado El noticiero con Joaquín López-Dóriga, sustituyendo El noticiero con Guillermo Ortega. Posterior a su salida del noticiero nocturno, durante 2016, López-Dóriga condujo la segunda época del programa Chapultepec 18 —cancelado ese año— e inició la conducción del programa de debate Si me dicen no vengo. 
De 2006 a 2019, participó como panelista del programa de análisis Tercer grado, de Noticieros Televisa, compartiendo pantalla con periodistas y politólogos mexicanos, como Denise Maerker, Carlos Loret de Mola, Ciro Gomez Leyva, Raymundo Riva Palacio, Leo Zuckermann y otros más.
Es colaborador de Milenio Diario, donde escribe la columna «En privado». A partir del 10 de enero de 2011, incursiona en el trabajo periodístico a través de las redes sociales.

## Reconocimientos
- Premio Nacional de Periodismo en 1977 por el género de entrevista y en 1981 por mejor reportaje por el programa Entre dos fuegos.
- Premio Nacional de Comunicación José Pagés Llergo de la revista Siempre! en 2005 y 2010.
- Calendario Azteca de Oro en 1998 y 2003 de la Asociación Mexicana de Periodistas de Radio y Televisión (AMPRYT), por sus programas de radio y televisión López- Dóriga y Chapultepec 18.
- Mejor columnista del año en 1999 por Asociación de Editores de Periódicos Diarios de la República Mexicana A. C. (AEDIRMEX).
- Premios Bernal Díaz del Castillo y Emilio Azcárraga Vidaurreta en el XXXI Certamen Nacional de Periodismo del 2001 por crónica e información más oportuna.
- Alas de Plata Premio Nacional a lo más destacado de los medios de Comunicación del 2003.
- Primer Premio México de Periodismo en la categoría de entrevista por la Federación de Asociaciones de Periodistas Mexicanos A. C. (FAPERMEX).
- En julio de 2009, la revista Líderes Mexicanos le entrega un reconocimiento por ser uno de los trescientos líderes más influyentes de México.
- Presea en grado de collar de la Academia Nacional en 2005 por su liderazgo en el periodismo en México.
- La Sociedad Mexicana de Geografía y Estadística del Estado de México le otorgó el pergamino al mérito periodístico nacional Ignacio Ramírez, el Nigromante.
- En marzo de 2009,  la revista Quién le entrega un reconocimiento por ser una de las cincuenta personalidades más influyentes del país.
- Premio a la Noticia en televisión del INEGI en septiembre del 2015 por «El registro administrativo en México», transmitida en El noticiero con Joaquín López-Dóriga.

## Controversias
Entrevista a Irma Serrano
- El 7 de abril de 2000, López-Dóriga entrevistó en El noticiero con Joaquín López-Dóriga a la actriz y entonces senadora, Irma Serrano por un conflicto que sostuvo el día anterior en el pleno de la Cámara de Senadores contra su presidente, Dionisio Pérez Jácome, la cual terminó en un insulto proferido por Serrano hacia el presidente del Senado. Durante la entrevista, Serrano expresó sus disgusto con Pérez Jácome y otros miembros de la Cámara, pero cuando se estaba dando por concluida la entrevista, la senadora hablando y sin motivo alguno tachó de «priista» al periodista.

Incidente con Eduardo Andrade
- El 1 de diciembre de 2000, López-Dóriga organizó una emisión especial de El noticiero con motivo de la toma de posesión del entonces presidente Vicente Fox. En el panel se encontraban el analista político, Jaime Sánchez Susarrey; el senador del Partido Acción Nacional, Diego Fernández de Cevallos y el excandidato presidencial de Democracia Social, Gilberto Rincón Gallardo. En medio de la transmisión en vivo, el entonces diputado federal del Partido Revolucionario Institucional, Eduardo Andrade Sánchez, quien era hermano del productor musical Sergio Andrade, el llamado "líder del clan Trevi Andrade", irrumpió súbitamente al estudio, pidió la palabra «con aliento alcohólico» y acusó deliberadamente a Televisa y a otros medios nacionales de no dar espacios televisivos a su partido. López-Dóriga se mostró desconcertado, le ofreció una silla a Andrade y, minutos después, se sentó para proceder a dar una réplica, misma que se la permitió el periodista. Días más tarde, Andrade reconoció que su actitud no había sido la correcta en el programa de López-Dóriga y terminó ofreciendo una disculpa pública por este incidente.[6]

Entrevista a Mario Marín Torres
- El 15 de febrero de 2006, poco antes de iniciar una entrevista con el entonces gobernador de Puebla, Mario Marín Torres (después de la publicación de una conversación entre Marín y el empresario Kamel Nacif Borge en donde felicita a Marín por haber colaborado en la detención —en diciembre de 2005— de la periodista Lydia Cacho, a raíz de la acusación de Cacho hacia Nacif por ser un presunto miembro de una red de pederastia), López-Dóriga cuestionó fuertemente las actitudes que se escuchaban en la grabación obtenida por el diario La Jornada. La entrevista fue retomada diversos líderes de opinión de toda la prensa. La divulgación de la conversación entre Marín Torres y Nacif Borge derivó posteriormente en una investigación al gobernador por tráfico de influencias ese mismo año y finalizó en 2007 cuando la Suprema Corte de Justicia falló a favor de Marín y concluyó que no hubo violación grave de derechos humanos contra Cacho, decisión fue duramente criticada por la prensa.[7]

Incidente con la revista Proceso y el Grande
- El 1 de diciembre de 2010, en el El noticiero con Joaquín López-Dóriga, se emitió un reportaje sobre un posible acuerdo entre la revista Proceso, específicamente entre el periodista Ricardo Ravelo, y el narcotraficante —previamente detenido— Sergio Villareal Barragán, el Grande.[8] Un día después Proceso respondió y acusó a Noticieros Televisa de montar un «golpe bajo» en su contra algo que solo quedó en dichos, pues durante el noticiero nocturno se fundamentó cada uno de los puntos del reportaje.

Entrevista con Anthony Hopkins
- El 15 de febrero de 2011, durante una entrevista que el actor Anthony Hopkins concedió a Joaquín López-Dóriga con motivo de la promoción en México de la película El rito, hubo problemas técnicos para que el periodista realizara su trabajo de manera adecuada. Debido a los percances técnicos el periodista tuvo que realizar la entrevista sin traductor, algo que derivó en que cometiera un traspié y consiguiera la simpatía del actor de Hollywood. Este hecho se volvió viral e inclusive el mismo periodista aceptó de manera simpática su error.[9]

Marcador de futbol durante el Mundial de Brasil 2014
- El 15 de junio de 2014, Joaquín López-Dóriga se convirtió en tendencia en la red social Twitter cuando, al finalizar el partido entre las selecciones de Argentina y Bosnia y Herzegovina (en el marco del Mundial de Fútbol de 2014), publicó en su cuenta el tuit: «Se acabó en #Río Argentina 2 Serbia 1», un error que aceptó y, minutos más tarde, corrigió.[10]

Foto en Twitter durante el Mundial de Fútbol de 2014
- El 17 de junio de 2014, Joaquín López-Dóriga fue tendencia en Twitter cuando, durante el partido entre las selecciones de Brasil y México, se filtraron en esa red social dos fotografías en las que se distinguen al conductor viendo ese partido por el canal 7 de TV Azteca; lo que hizo que el presidente de Grupo Salinas, Ricardo Salinas Pliego, retuiteara un tuit de su autoría que reza: «Todos viendo #Azteca La voz del Mundial pic.twitter.com/83mEafzrLM >> ¡Hasta la competencia prefiere #Aztecarioca!». Ante esta provocación, López-Dóriga respondió a Salinas Pliego y a Mario San Román, CEO de Azteca, un tuit con el texto: «Mira @RicardoBSalinas ni con la foto, la realidad se impuso: Ratings de #MEX-#BRA Televisa golea a TvAzteca. Saludos», junto a un enlace que lleva a la columna de Ciro Gómez Leyva en el diario Milenio en la que se mostraba que Televisa tuvo mayor audiencia durante y después de la transmisión del encuentro futbolístico.[11]

Opinión sobre Donald Trump
- El 17 de junio de 2015, luego que el entonces secretario de Relaciones Exteriores José Antonio Meade Kuribreña rechazó una controversial declaración del aspirante a la presidencia de Estados Unidos, Donald Trump, sobre los inmigrantes mexicanos emitida el día anterior; López-Dóriga finalizó dicha noticia comentando: «Yo insisto: Donald Trump es un oportunista, es un cretino y, si me voy al diccionario, es un imbécil (...) Y no lo digo como un insulto, sino como un retrato hablado». Un gesto que pareció una defensa legitima de un líder de opinión[12]

Despiste del equipo de producción del noticiero
- El 12 de agosto de 2015, mientras comentaba el anuncio del gobernador del Banco de México, Agustín Carstens, sobre la baja en la previsión del crecimiento para ese país; la imagen súbitamente pasó del video de dicho anuncio al mismo Joaquín López-Dóriga sin que le hubiesen avisado que iba a cuadro por lo que el periodista tuvo un gesto poco usual que derivó de un error que comúnmente pasa en los programas en vivo. Al notar su error se disculpó con la audiencia y continuó con el noticiero.[13]

Querella legal con María Asunción Aramburuzabala
- El 21 de agosto de 2015, el diario Reforma, publicó una noticia en donde la dueña de la inmobiliaria Abilia, propiedad de María Asunción Aramburuzabala (considerada por la revista Forbes como la mujer más rica de México), denunció una supuesta extorsión por la esposa del periodista. Esta acusación quedaría archivada luego de que no se comprobó la supuesta extorsión.

El periodista rechazó categóricamente las acusaciones en contra de su esposa. Aunque esa no fue la única acusación que recibió López-Dóriga, sino que también fue acusado de hacer amenazas telefónicas en contra de Arambuzabala, este hecho fue desmentido por el periodista. Incluso, un juez en primera instancia había dictaminado que no se había cometido ninguna extorsión.[14]

En cuanto al juicio, sigue abierto y el juez ha llevado a declarar a ambas partes.

Periodismo vs. democracia
- El 22 de mayo de 2018, Javier Náñez Pro, representante ante el Instituto Nacional Electoral del candidato independiente a la presidencia de México Jaime Heliodoro Rodríguez Calderón, el Bronco, denunció por medio de redes sociales a Joaquín López-Dóriga de censurar al candidato independiente a la Presidencia de la República Jaíme Rodríguez Calderón, tras recibir un mensaje de su producción desinvitándolo de los debates de coordinadores de campaña en Radiofórmula, lo cual atribuyó al choque entre el candidato independiente y el periodista en el programa de televisión Tercer grado.[15]

Ante esto, Joaquín López-Dóriga expresa en su programa de Radio Fórmula que ya no invitó al representante del Bronco, porque él así lo decidió, porque su programa es «periodístico», y porque él «no hace democracia», y enseguida descalifica al candidato presidencial Jaime Rodríguez Calderón, al decir que ahora la mesa que conduce será «entre los coordinadores de quienes sí pueden enfrentar la pelea por la candidatura presidencial, candidatos que sí tienen partido, porque el otro es un relleno».[16]

La mentira del tren simulador que no se mueve
- El 5 de diciembre de 2021 saco la noticia #VIDEO AMLO presume recorrido de CDMX al AIFA en ‘tren’ simulado en el portal López-Doriga Digital, también publicó un tuit con el texto: «Subieron a @lopezobrador_ en un simulador. Y lo dio como real. Así la #4-T.  Y todos felices. El vagón ni se mueve», dio por bueno que era un simulador cuando un evidente cambio de zum en la cámara desenfoca las ventanas y hace desaparecer la vista exterior de las ventanas, la nota difamatoria tomó relevancia ya que fue compartida por el expresidente Felipe Calderón, pronto comenzaron a aclarar su mentira con vídeos y comentarios que demostraban claramente la falta de ética periodística, ya que corroborar el dato era una cuestión básica del periodismo y más cuando surge de una suposición, la parcialidad es evidente, el portal de noticias SDP publicó su aclaración «López-Dóriga ya se disculpó por la mentira del simulador, ¿y Calderón para cuándo?».[17]